# Кетеново
Кетеново (на македонска литературна норма: Кетеново) е село в източната част на Северна Македония, община Кратово.

## География
Кетеново е малко село, разположено западно от Кратово. До селото се стига през кратко отклонение на главния път свързващ Кратово и Куманово. Северно от селото преминава Крива река, а между Кетеново и село Куклица се намира природната забележителност Куклишки кукли.

## История
В XIX век Кетеново е изцяло българско село в Кратовска кааза на Османската империя. Според статистиката на Васил Кънчов („Македония. Етнография и статистика“) от 1900 г. Кетеново има 175 жители, всички българи християни.
В началото на XX век население на селото са под върховенството на Българската екзархия. По данни на секретаря на екзархията Димитър Мишев („La Macédoine et sa Population Chrétienne“) през 1905 година в Кетеново има 152 българи екзархисти.
При избухването на Балканската война 2 души от Кетеново са доброволци в Македоно-одринското опълчение.

## Личности
Родени в Кетеново
- Дончо Йосифов, български революционер, деец на ВМОРО, четник на Кръсто Лазаров в 1915 година[5]
- Стойко Ангелов, български революционер, кратовски войвода на ВМОРО, македоно-одрински опълченец